# Tuwa Co
Tuwa Co (kinesiska: Tupo Cuo, 吐坡错) är en sjö i Kina. Den ligger i den autonoma regionen Tibet, i den sydvästra delen av landet, omkring 660 kilometer nordväst om regionhuvudstaden Lhasa. Tuwa Co ligger 4 922 meter över havet. Arean är 16,4 kvadratkilometer. Trakten runt Tuwa Co består i huvudsak av gräsmarker. Den sträcker sig 4,0 kilometer i nord-sydlig riktning, och 6,8 kilometer i öst-västlig riktning.
Genomsnittlig årsnederbörd är 216 millimeter. Den regnigaste månaden är juli, med i genomsnitt 72 mm nederbörd, och den torraste är december, med 1 mm nederbörd.